# اورلووا موگیلا
اورلووا موگیلا (به بلغاری: Orlova mogila) یک منطقهٔ مسکونی در بلغارستان است که در شهرستان دوبریچکا واقع شده‌است.